# Економіка Донецької області

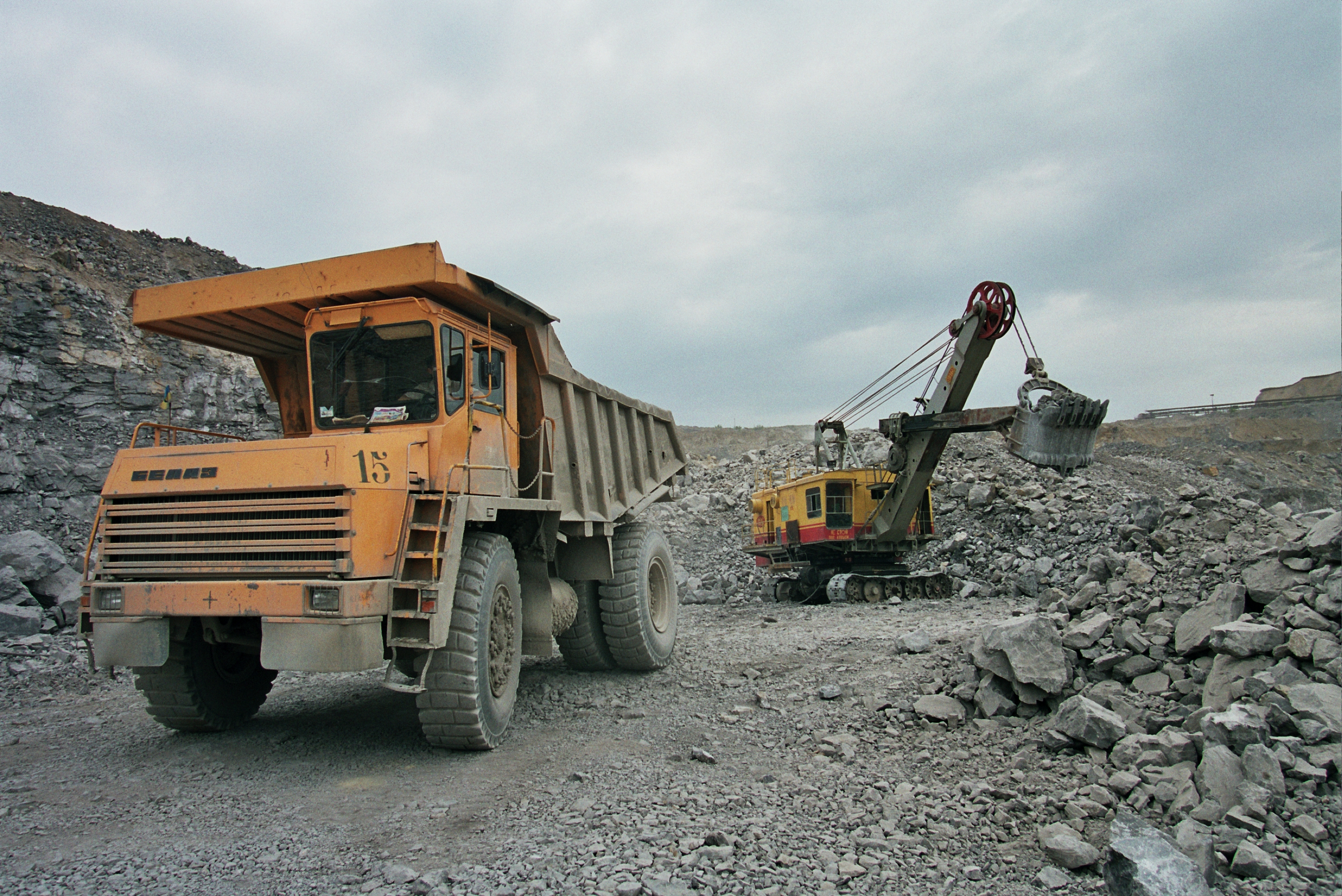
Техніка в кар'єрі Докучаєвського флюсо-доломітного комбінату

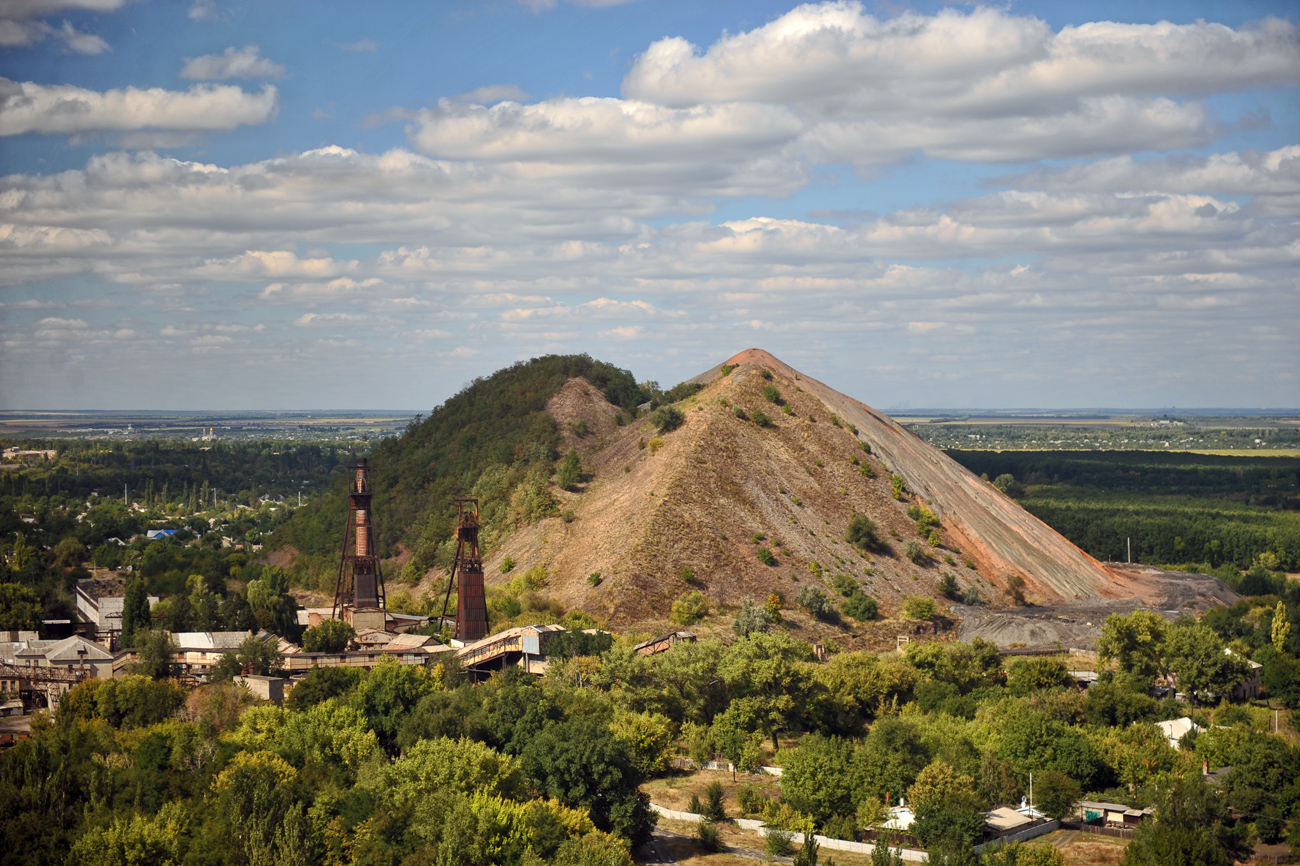
Терикон 21-ї шахти у Донецьку

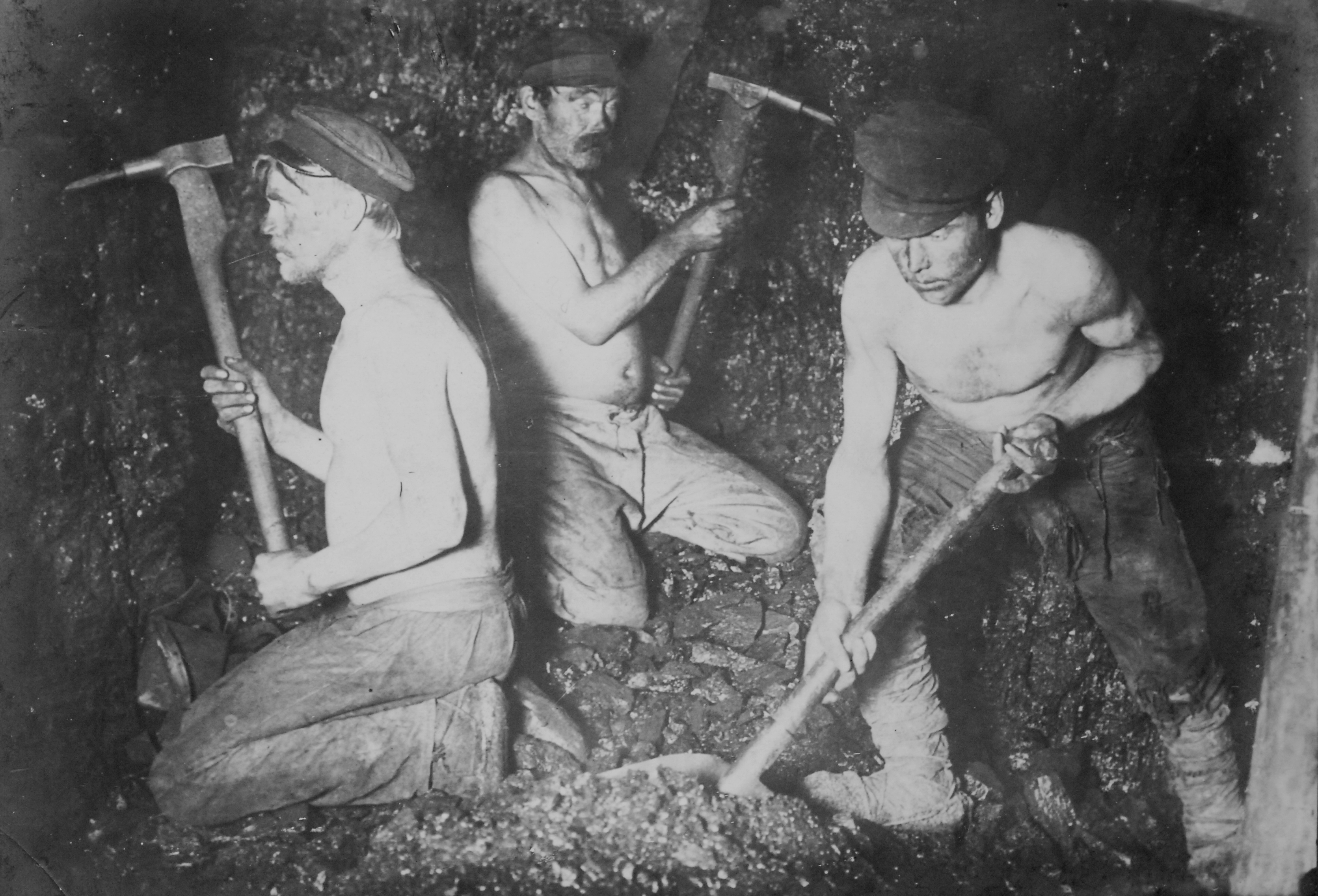
Видобуток вугілля у вибої шахти № 8 у Донецьку, 1910 рік

Донецька область — один із найбільших промислових регіонів України, який забезпечував близько 20 % промислового виробництва держави (при населенні в 10 % від загальноукраїнського).
Основними галузями промисловості є вугільна (Донецький вугільний басейн: шахта імені Засядька, «Красноармійська-Західна», «Краснолиманська», «Комсомолець Донбасу» (ДТЕК) та ін.) і чорна металургія (2 металургійні комбінати в Приазов'ї: імені Ілліча та «Азовсталь»), Донецький, Єнакіївський металургійний завод, Макіївський металургійний завод , Харцизький трубний завод, найбільший в Європі Авдіївський, Єнакіївський, Макіївський, Ясинівський, Горлівський, «Маркохім»). Також розвинені кольорова металургія (Краматорський ЕМСС), видобуток кам'яної солі (Артемівське та Слов'янське родовища), хімічна промисловість (Концерн «Стирол», Донецький казенний хімзавод та інші), важке машинобудування (найбільші підприємства України: «Азовмаш», НКМЗ, Укрвуглемаш, будматеріалів Донецька область має найгустішу мережу залізниць на пострадянському просторі, більшість електроенергії забезпечується за рахунок теплових вугільних електростанцій (Старобешівська, Слов'янська, Курахівська, Вуглегірська, Зуївська та інші).
З початком воєнних дій багато підприємств припинили свою роботу. Так, за 2014 рік промисловість впала на 59 %, будівництво скоротилося на 37,5 %, а більше половини працездатного населення втратило роботу та доходи.

## Галузева структура промисловості
Крім того, в області є комплекси підприємств легкої, харчової, ряд підприємств деревообробної, меблевої та целюлозно-паперової промисловості. Розвинутий агропромисловий комплекс.
Питома вага промисловості Донецької області в Україні — 19,3 % (1999 рік), експорту — 18,4 %, основних виробничих фондів і капіталовкладень — 12,0 %, населення — 10,0 %.
Галузева структура промисловості 1985 року — по товарній продукції (у дужках 2000 року):
- чорна металургія — 34,3 % (52,3 %)
- машинобудування та металообробка — 15,9 % (8,6 %)
- вугільна — 13,6 % (15,1 %)
- харчова — 8,8 % (5,3 %)
- легка — 7,4 % (0,3 %)
- електроенергетика — 5,1 % (10,1 %)
- хімічна — 4,6 %
- пром. будматеріалів — 3,1 %
- інші — 7,2 % (8,3 %)

### Електроенергетика

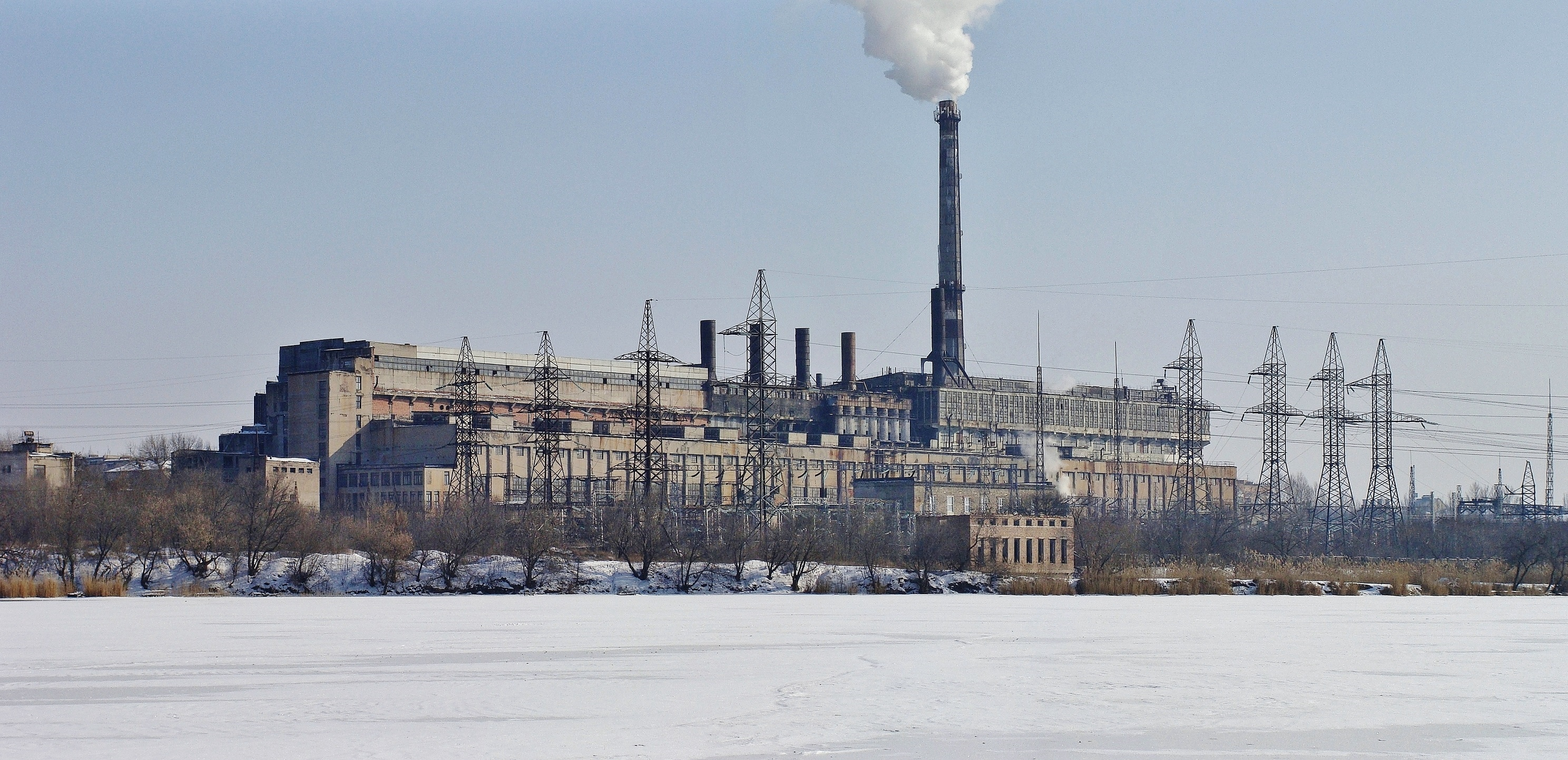
Зуївська експериментальна теплоелектроцентраль

Майже вся електроенергія області виробляється теплових електростанціях, які працюють на місцевому паливі. У Новоазовську працює вітрова електростанція.
Найбільші виробники електроенергії:
- Вуглегірська ТЕС ВАТ «Центренерго» (місто Світлодарськ, місто Дебальцеве) — найбільша в Європі: 3,6 ГВт
- Старобешівська ТЕС ВАТ «Донбасенерго» (смт Новий Світ, Старобешівський район) — 2,0 ГВт
- Слов'янська ТЕС ВАТ «Донбасенерго» (місто Миколаївка, місто Слов'янськ) — 1,8 ГВт
- Курахівська ТЕС ТОВ «Східенерго» (ДТЕК) (місто Курахове, Мар'їнський район) — 1,49 ГВт
- Зуївська ТЕС ТОВ «Східенерго» (ДТЕК) (місто Зугрес, місто Харцизьк) — 1,215 ГВт
- Миронівська ТЕС ВАТ «Донецькобленерго» (смт Миронівський, місто Дебальцеве) — 0,085 ГВт
- Зуївська ТЕЦ (місто Зугрес, місто Харцизьк)
- Краматорська ТЕС-4 (місто Краматорськ)

Територією області проходить лінія електропередачі напругою 700 кВ «Волгоград — Щастя — Первомайськ — Бахмут — Запоріжжя», а також великі ЛЕП (330—500 кВ):
- Зуївська ТЕС — Новочеркаська ДРЕС
- Зуївська ТЕС — м. Маріуполь
- Вуглегірська ТЕС — Нововоронезька АЕС
- Вуглегірська ТЕС — м. Шахти
- Слов'янська ТЕС — Зміївська ТЕС
- Курахівська ТЕС — м. Запоріжжя
- Курахівська ТЕС — м. Маріуполь
- Вуглегірська ТЕС — Придніпровська ТЕС
- м. Маріуполь — Запорізька АЕС

### Паливна промисловість
За винятком вугільної, всі інші галузі паливної промисловості (нафтова, газова, торф'яна) представлені в області слабо. Лише на півночі області біля міста Лиман на південних кордонах Дніпровсько-Донецької нафтогазоносної області промисловим шляхом добувають природний газ (Торська філія ТОВ «Донбаснафтопродукт»). Дещо південніше Сіверського Дінця у напрямку з Луганської до Харківської області прокладено нафтопровід «Самара — Кременчук». Практично повсюдно є газопроводи, магістральні:
- Шебелинка — Дружківка — Амвросіївка — Таганрог
- Таганрог — Бердянськ
- Донецьк — Амвросіївка — Ровеньки
- Донецьк — Докучаєвськ — Маріуполь
- Костянтинівка — Покровськ

### Вугільна промисловість

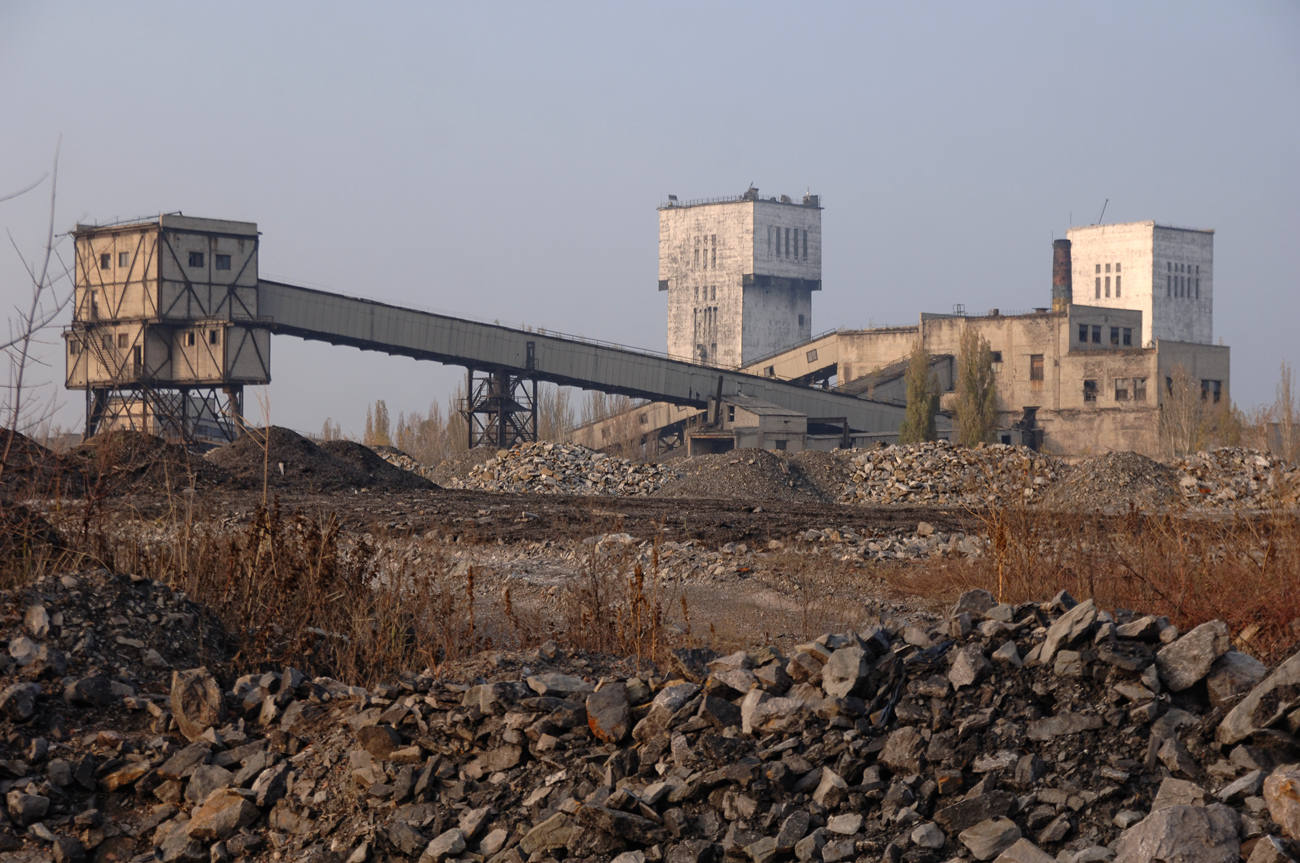
Шахта «Октябрська копальня»

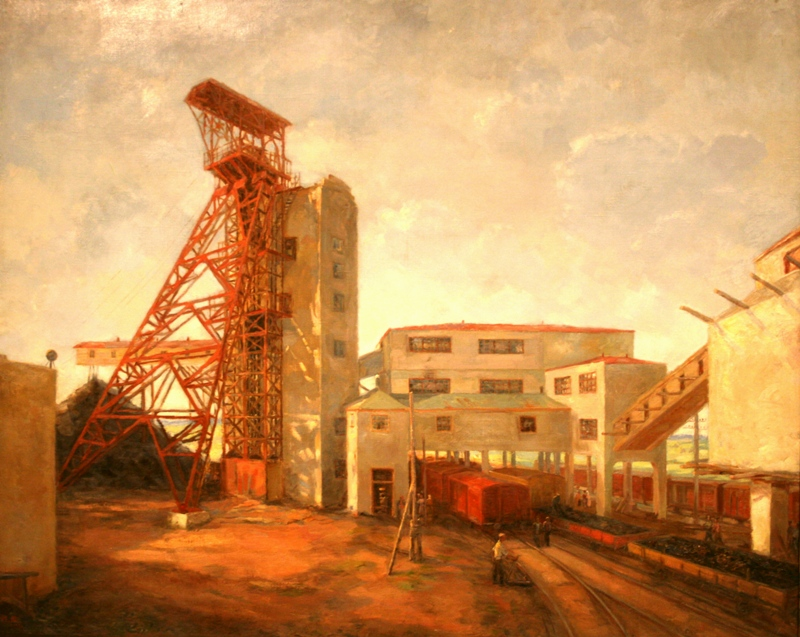
Картина Івана Тарнягіна «Шахта № 6. Артемвугілля», 1937 рік

На території області є більшість підприємств Донецького вугільного басейну. Розробка запасів Донбасу відбувалася зі сходу на захід, тому найбільш перспективні поклади кам'яного вугілля розташовані зараз саме на заході (Покровськ, Добропілля, Вугледар). У східних районах області видобувають антрацит (Торез, Сніжне, Шахтарськ).
Станом на 1984 рік в області працювало 122 великі високомеханізовані шахти (із 248 кам'яновугільних шахт УРСР), об'єднані у 12 (із 24) ВО, виробничих об'єднань (зараз — ГХК, державні холдингові компанії та ДП, державні підприємства). Крім того, у післяперебудовний час деякі шахти вийшли з ВО, а пізніше були орендовані, приватизовані або залишилися в руках держави. Вугільні ГХК та ДП:
1. Артемвугілля (місто Горлівка)
2. Добропіллявугілля (місто Добропілля)
3. Донецьквугілля (місто Донецьк)
4. Донвугілля (місто Донецьк)
5. Мирноградвугілля (місто Мирноград)
6. Макіїввугілля (місто Макіївка)
7. Жовтеньвугілля (місто Кіровське)
8. Орджонікідзевугілля (місто Єнакієве)
9. Селидіввугілля (місто Селидове)
10. Сніжнеантрацит (місто Сніжне)
11. Торезантрацит (місто Торез)
12. Торецьквугілля (місто Торецьк)
13. Шахтарськантрацит (місто Шахтарськ)

Самостійні шахти та шахтоуправління:
1. Шахта № 17-17біс
2. Шахта № 4-21 (колишня шахта «Петровська», місто Донецьк)
3. Шахта «Бутівка-Донецька» (місто Донецьк)
4. Шахта «Капітальна» (місто Донецьк)
5. Шахта «Комсомолець Донбасу» ДТЕК (місто Кіровське)
6. Шахта «Червоноармійська-Західна» (смт Вдале, Покровський район)
7. Шахта «Краснолиманська» (місто Родинське, місто Покровськ)
8. Шахта «Новодзержинська» (місто Торецьк)
9. Шахта «Покровська» (місто Донецьк)
10. Шахта «Розсипнянська» (смт Розсипне, місто Торез)
11. Шахта «Південнодонбаська № 1» (місто Вугледар)
12. Шахта «Південнодонбаська № 3» (місто Вугледар)
13. Шахта імені Гайового (місто Горлівка)
14. Шахта імені Засядька (місто Донецьк)
15. Шахта імені Поченкова (місто Макіївка)
16. Шахтоуправління «Кіровське» (місто Кіровське)

Найбільші підприємства зі збагачення вугілля (ГЗФи, ЦЗФи — державні або центральні збагачувальні фабрики, ВПП — вуглепереробні підприємства) розташовані в таких містах області: Макіївка, Донецьк, Торез, Торецьк, Горлівка, Мирноград, Добропілля, Селидове та інші. Більшість ЦЗФ перебувають у складі вугледобувних підприємств, проте деякі з них працюють окремо (Донбасвуглезбагачення). Загальна кількість збагачувальних фабрик області (станом на 1986 рік) — 31, найбільші з них:
1. Комсомольська ЦЗФ
2. Кальміуська ЦЗФ
3. Чумаківська ЦЗФ (місто Донецьк)
4. Добропільська ЦЗФ ДТЕК (місто Добропілля)
5. Білозерська ЦЗФ (місто Білозерське, місто Добропілля)
6. Горлівська ЦЗФ (місто Горлівка)
7. Дзержинська ЦЗФ (місто Дзержинськ)
8. Донецька ЦЗФ
9. Калінінська ЦЗФ (місто Горлівка)
10. Киселівська ЦЗФ (місто Торез)
11. Колосниківська ЦЗФ (місто Макіївка)
12. ГОФ «Червона Зірка» (місто Торез)
13. Краснолиманська ЦЗФ (місто Родинське, місто Покровськ)
14. Курахівська ЦЗФ ДТЕК (смт Курахівка, місто Селидове)
15. Моспинське УВП ДТЕК (місто Моспине, місто Донецьк)
16. Жовтнева ЦЗФ ДТЕК (місто Білицьке, місто Добропілля)
17. Постниківська ЦЗФ (місто Шахтарськ)
18. Пролетарська ЦЗФ (місто Макіївка)
19. ЦЗФ «Росія» (місто Новогродівка)
20. Селидівська ЦЗФ (місто Селидове)
21. Сердитенська ЦЗФ (смт Сердите місто Шахтарськ)
22. Сніжнянська ЦЗФ (смт Залісне, місто Сніжне)
23. Торезька ЦЗФ (місто Кіровське)
24. Вуглегірська ЦЗФ (місто Вуглегірськ у складі міста Єнакієве)
25. Вузлівська ЦЗФ (місто Горлівка)
26. ЦЗФ «Україна» (місто Українка, місто Селидове)
27. Шахтарська ЦЗФ (місто Шахтарськ)

### Гірничодобувна промисловість
Поставляє сировину не тільки для підприємств Донецької області, а й забезпечує левову частку республіканських потреб металургії у нерудній сировині (доломіти, вапняки флюсові, вогнетривкі глини, формувальні піски). Крім того, у Горлівці на Микитівському ртутному комбінаті розробляється єдине в Україні та найбільше у колишньому СРСР родовище ртуті.
Найбільші підприємства області з видобутку рудної сировини:
- Микитівський ртутний комбінат
- Донецька хіміко-металургійна фабрика ММК імені Ілліча
- Маріупольське рудоуправління (смт Старий Крим місто Маріуполь)

Найбільші підприємства області з видобутку нерудної сировини: 
- Докучаєвський флюсо-доломітний комбінат
- Комсомольське рудоуправління
- Новотроїцьке рудоуправління (смт Новотроїцьке Волноваський район) — колишній «Укрвогнеупорнеруд» (видобуток доломіту, флюсового вапняку)
- Дружківське рудоуправління (місто Дружківка)
- Сіонітова фабрика (село Кальчик Володарський район)
- Маріупольський завод «Маркограф»

Найбільші виробники вогнетривів:
- Пантелеймонівський вогнетривкий завод (смт Пантелеймонівка місто Горлівка)
- Великоанадольський вогнетривкий комбінат (смт Володимирівка Волноваський район) — колишній шамотний завод
- Часівоярський вогнетривкий комбінат
- Сіверський доломітний завод — «Сіверський доломіт» (місто Сіверськ Бахмутський район)
- Микитівський вогнетривкий комбінат (смт Гольмівський місто Горлівка) — колишній доломітний завод
- Красногорівський вогнетривкий завод (місто Красногорівка Мар'їнський район)
- Білокам'янський вогнетривкий завод — «Білокам'янські вогнетриви» (місто Соледар місто Артемівськ) — колишній шамотний завод
- Костянтинівський завод вогнетривких виробів (місто Костянтинівка)
- Червоноармійський завод вогнетривких виробів (місто Покровськ)
- Дружківський завод вогнетривких виробів «Червона Зірка» (смт Олексієво-Дружківка місто Дружківка)
- Красноармійський динасовий завод

### Коксохімічна промисловість

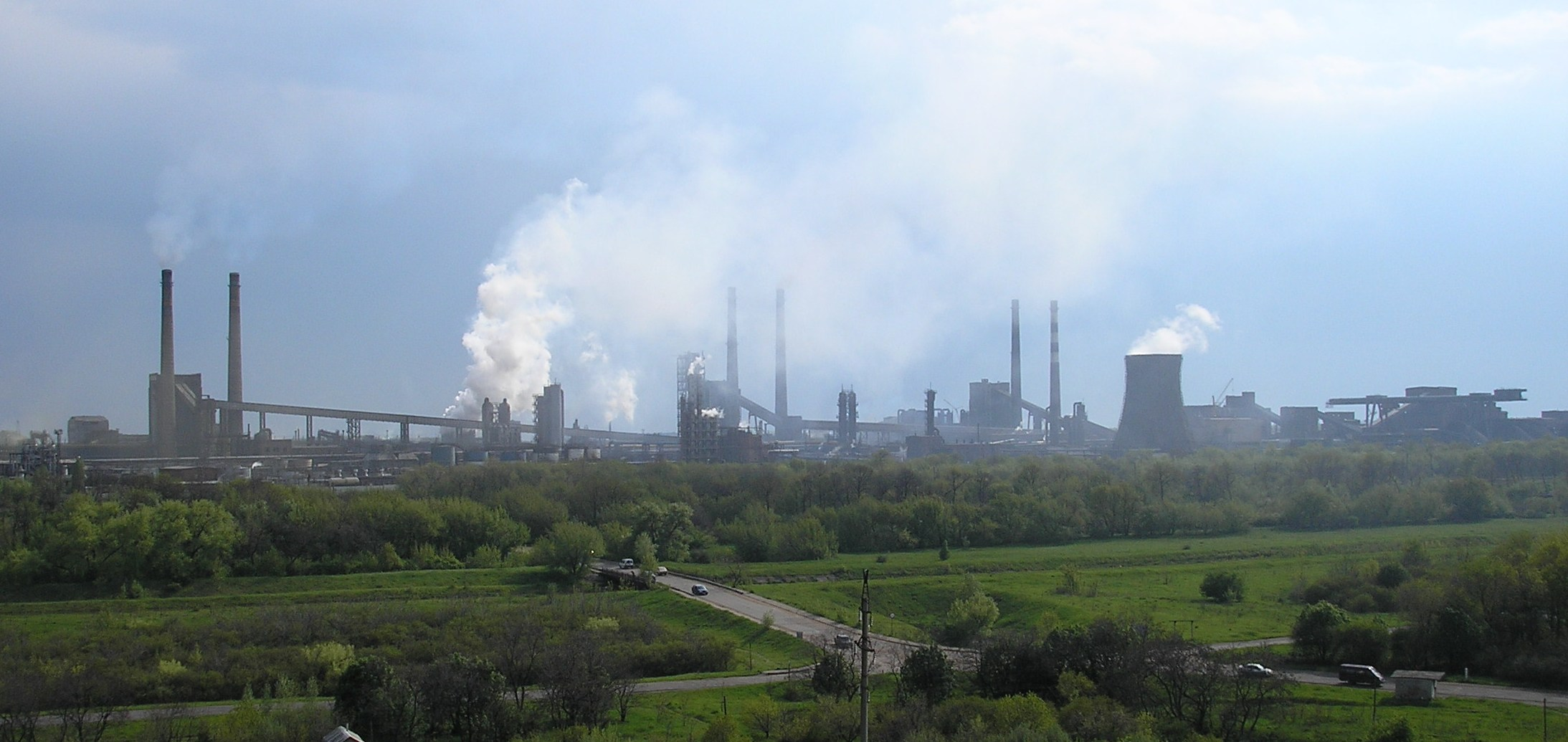
Ясинівський коксохімічний завод

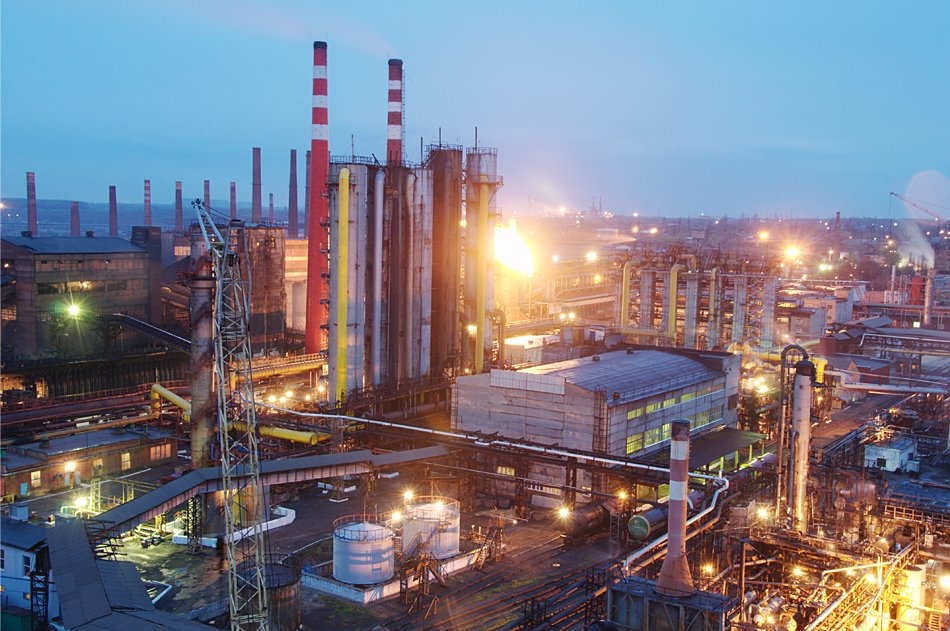
Макіївкокс

Є важливою ланкою ланцюжка «вугілля-кокс-метал». Донецька область є абсолютним лідером у виробництві коксу та кількості коксових батарей на КХЗ (коксохімічних заводах) України. Сировиною для коксохімічної промисловості є коксівне вугілля, яке широко видобувається в області. Побічні продукти виробництва коксу, зокрема фенол, широко використовуються на підприємствах хімічної промисловості області.
Найбільші виробники коксу:
- Авдіївський коксохімічний завод
- Маріупольський коксохімічний завод («Маркохім») — із 2005 року структурна одиниця комбінату «Азовсталь»
- Ясинівський коксохімічний завод
- Макіївський коксохімічний завод
- Єнакіївський коксохімпром
- Донецький коксохімічний завод («Донецьккокс»)
- Горлівський коксохімічний завод
- Краматорський коксохімічний завод
- Дзержинський коксовий завод

### Чорна металургія

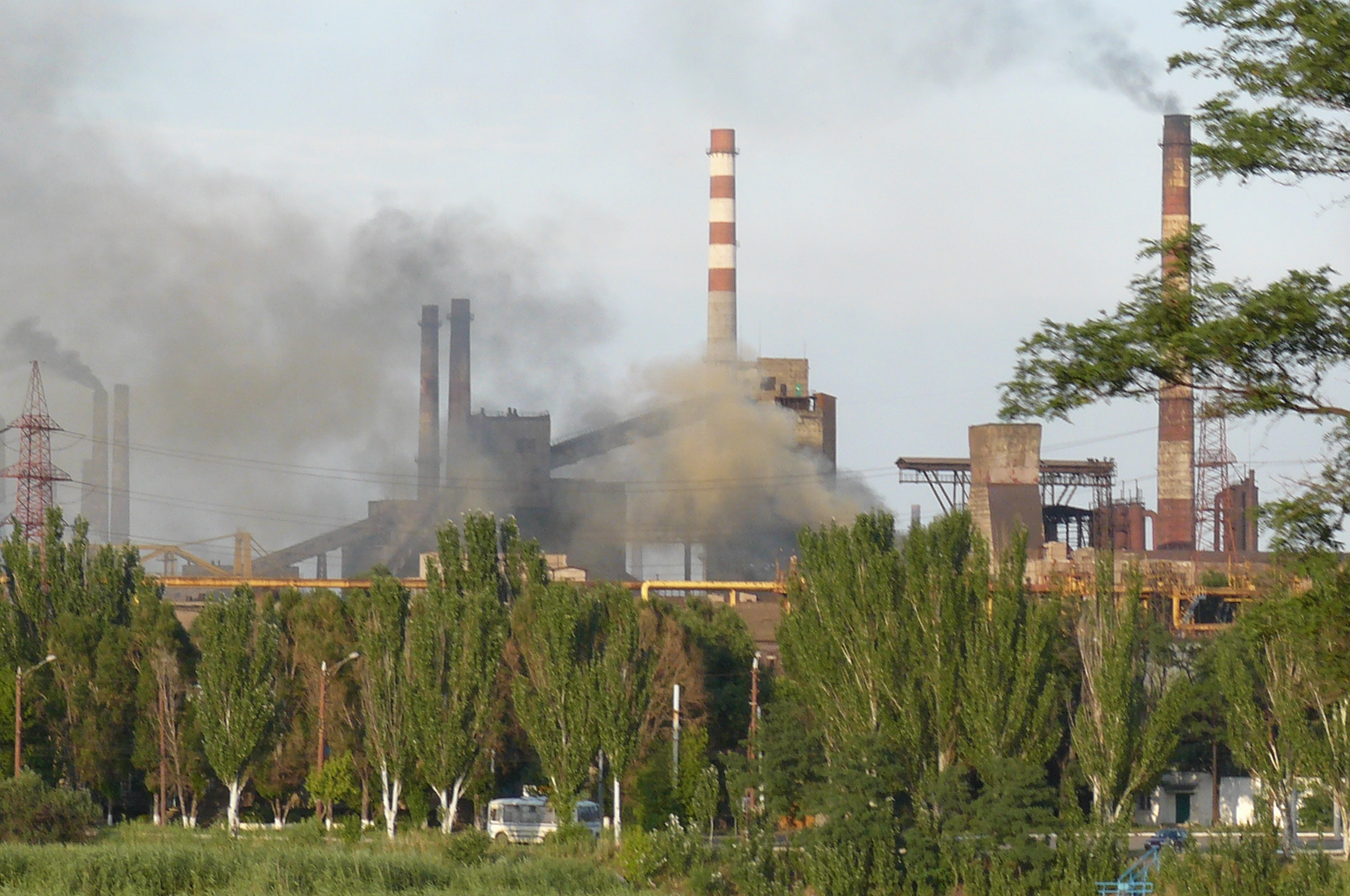
Азовсталь

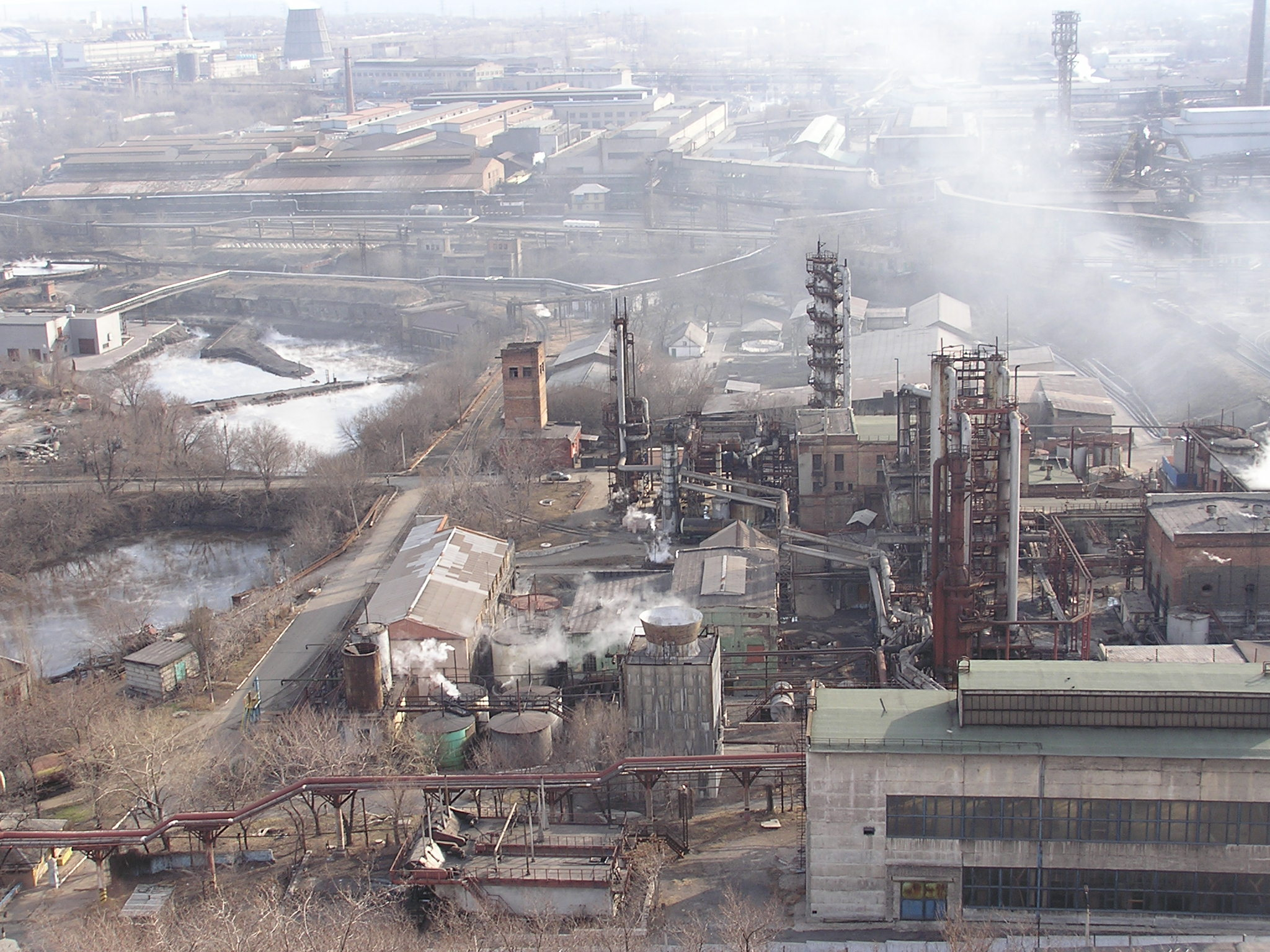
Донецький металургійний завод

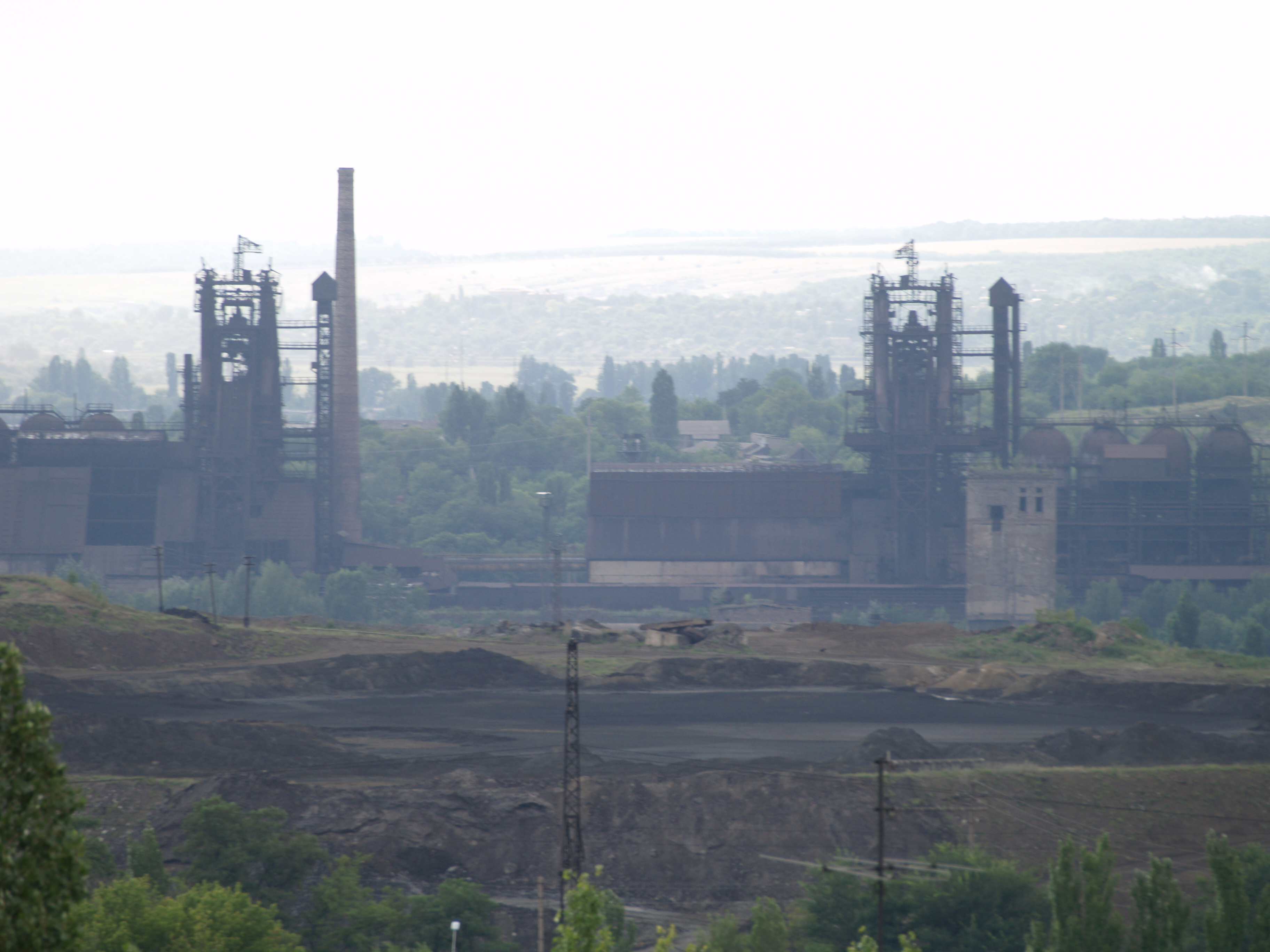
Краматорський металургійний завод

Поряд із Наддніпрянщиною Донбас і Приазов'я — найбільші бази вітчизняної металургії. У місті Маріуполі виробляється найбільша кількість металу в Україні. Чорна металургія є провідною галуззю важкої промисловості області, що дає ще й валютну виручку в кінці налагодженого в області ланцюжка «вугілля — кокс — метал». У свою чергу остання ланка цього ланцюжка має в області всі складові етапи виробництва: агломерат, чавун, сталь, прокат, труби, металовироби.
Чорна металургія — один із найприбутковіших секторів української економіки. Збереження її потенціалу вкрай важливе задля економічного розвитку. В інфраструктуру чорної металургії зав'язані вугільна промисловість, енергетичний комплекс, мережа коксохімічних комбінатів, транспортна мережа, зокрема Маріупольський порт. У ході приватизації підприємств металургійного комплексу державою було вжито заходів щодо забезпечення позицій національного капіталу в цій галузі, збереження діючих підприємств та інфраструктури, підвищення їх конкурентоспроможності.
До підприємств чорної металургії, що мають повний цикл виробництва, Донецької області належать 3 комбінати та 2 заводи:
- Маріупольський металургійний комбінат імені Ілліча
- Металургійний комбінат «Азовсталь»
- Макіївський металургійний комбінат імені С. М. Кірова
- Донецький металургійний завод
- Єнакієвський металургійний завод

Крім того, працюють: 
- Краматорський металургійний завод імені Куйбишева
- Костянтинівський чавуноливарний завод (колишній металургійний завод імені М. В. Фрунзе)
- Донецьксталь — металургійний завод
- Донецький металопрокатний завод

Одним із найважливіших продуктів металургії є металеві труби. Тут (як і з виробництва феросплавів) першість займає сусідня Дніпропетровська область. Найбільші підприємства області, що випускають труби:
- Харцизький трубний завод
- Макіївський труболиварний завод імені Куйбишева
- Маріупольський металургійний комбінат імені Ілліча

### Кольорова металургія
На відміну від чорної металургії не сильно розвинена в цілому в Україні, та й до того ж набагато гірше збереглася в умовах ринкової економіки. Однак у Донецькій області є низка монополістів цього сектора економіки:
- Микитівський ртутний комбінат
- Костянтинівські «Укрцинк», «Свинець», «Мегатекс» (виготовляє свинець) та ін. (загалом 6 цинкових та 9 свинцевих заводів). Також Костянтинівський завод металургійного обладнання виготовляє мідь методом електролізу.
- Артемівський завод з обробки кольорових металів, АЗОМ (побудований у 1954, osm.org), ВАТ «Укрпідшипник»
- «Донецьквторкольормет»
- Торезький завод наплавних твердих сплавів («Торезтвердосплав»)
- Сніжнянський завод порошкової металургії

### Хімічна промисловість

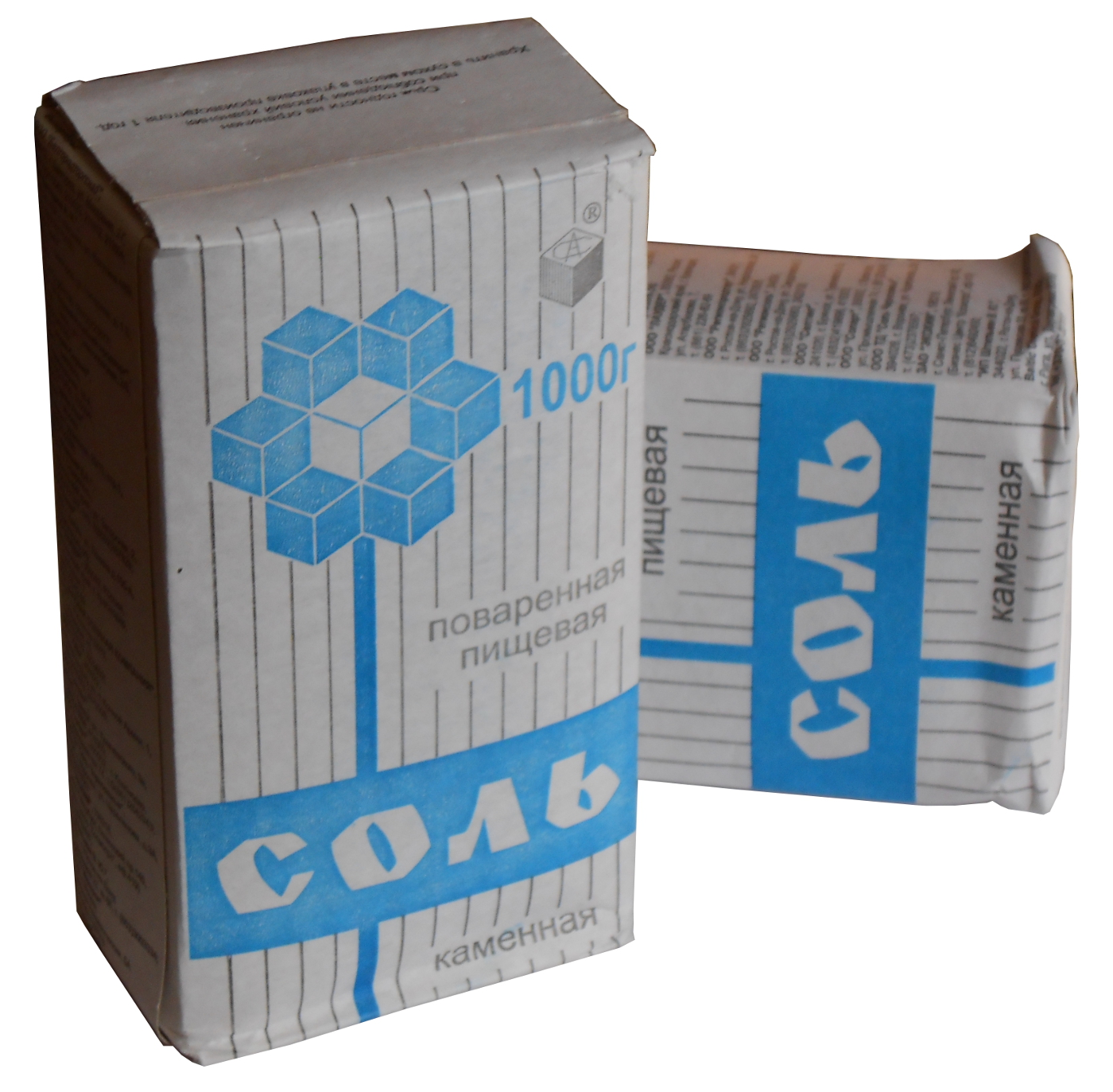
Донецька кам'яна сіль

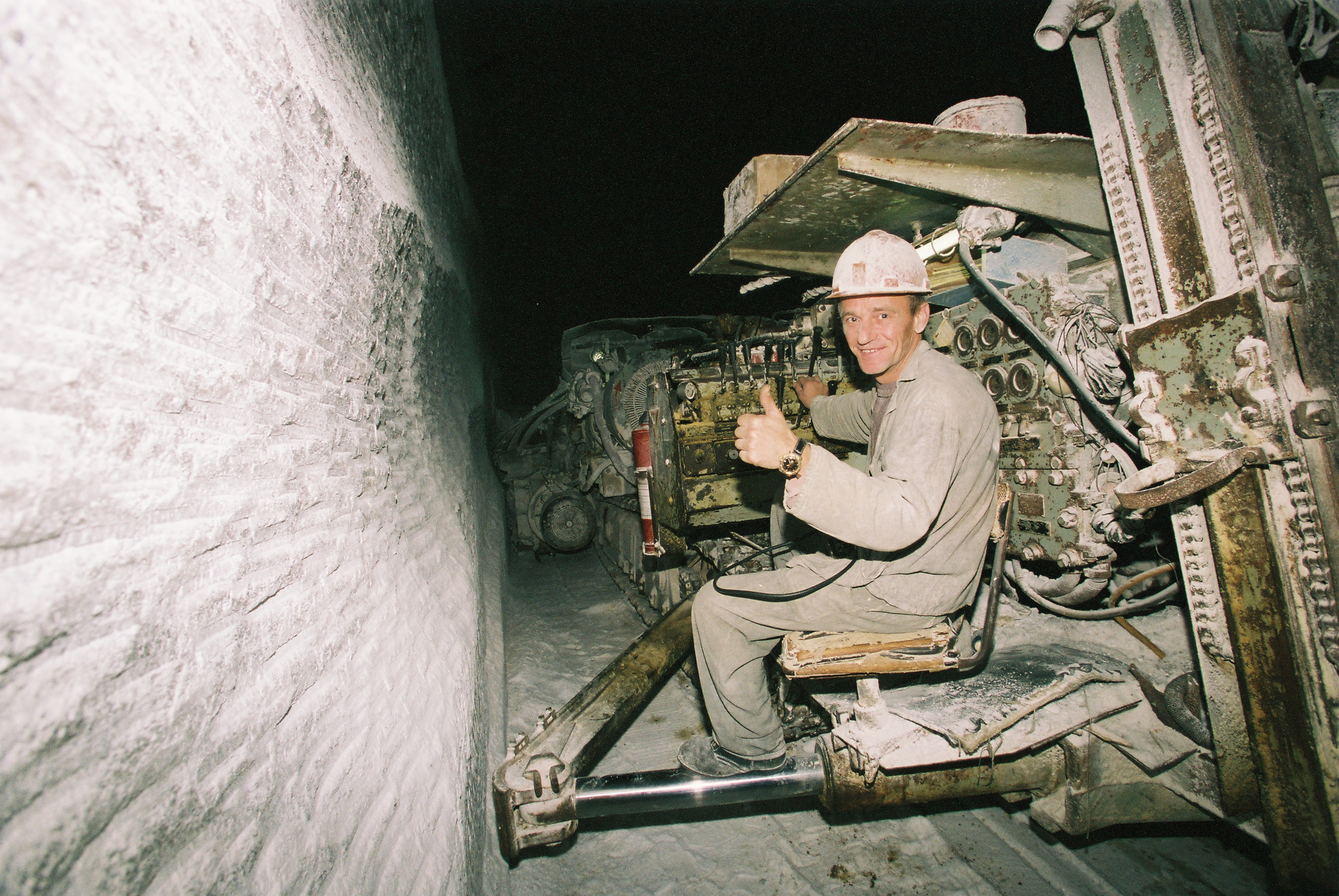
Шахтар у соляній шахті ріже сіль

Донецький сектор хімічної промисловості в Україні є досить суттєвим. В області представлені практично всі галузі хімічної промисловості України (якщо не враховувати споріднену хімічну нафтопереробну промисловість). Сировиною для хімічної промисловості є побічні продукти місцевих коксохімічних заводів, кам'яна сіль, що видобувається на рудниках Артемівська та Слов'янська.
- Видобуток хімічної сировини та основна хімія (виробництво соди) здійснювалося на слов'янському підприємстві «Хімпром».
- Виробництво фенолу є на єдиному в колишньому СРСР Дзержинському фенольному заводі (смт Новгородське місто Торецьк).
- Найбільшим підприємством хімії Донецької області є горлівський концерн «Стирол», що випускає, крім своєї основної продукції, — азотних добрив, синтетичні смоли, пластмаси, полістирол, фармацевтичні препарати та інше.

Крім «Стиролу» до виробників мінеральних добрив області належать:
- Костянтинівський хімічний завод (калійні добрива)
- Донецький азотний завод (азотна кислота та азотні добрива)

Інші підприємства хімічної промисловості області:
- Мар'їнський шиноремонтний завод (місто Мар'їнка)
- Донецький завод хімреактивів
- Донецький хімічний завод
- Донецький казенний завод хімічних виробів
- Горлівський казенний хімічний завод
- Краматорський завод емалей (лакофарбова промисловість)
- «Донпластавтомат» (місто Донецьк)
- Маріупольський завод ізоляційних матеріалів (ЗІМ)
- Маріупольський завод «Хімпласт»
- Слов'янський завод поліхлорвінілових плівок

### Машинобудування та металообробка
Одним із найбільших секторів промисловості Донецької області є багатогалузеве машинобудування. Переважає важке машинобудування. Найбільшими підприємствами галузі є Азовмаш, НКМЗ, Донгормаш та інші. Провідна роль належить металоємним виробництвам, що випускають машини та обладнання для металургійної, гірничої, хімічної та інших галузей.
- Металургійне машинобудування
  - Новокраматорський машинобудівний завод імені В. І. Леніна (прокатне обладнання)
  - Азовмаш (конвертори)
  - Старокраматорський машинобудівний завод (спеціалізоване прокатне обладнання)
  - Дебальцівський завод з ремонту металургійного обладнання
- Коксохімічне машинобудування:
  - Слов'янський завод важкого машинобудування
  - Донецький завод коксохімічного обладнання
- Вугільне машинобудування
  - Донецькміськмаш
  - Ясинуватський машинобудівний завод
  - ЗАТ Горлівський машинобудівник
  - Новогорлівський машинобудівний завод
  - Дружківський машинобудівний завод
  - Новгородський машинобудівний завод (смт Новгородське місто Дзержинськ) імені Петровського
  - Донвуглереммаш (у тому числі горлівський завод «Реммаш»)
  - Карбоспецполімеркріплення (місто Макіївка)
  - ТОВ «Схід-Інвест» (місто Сніжне)
- Транспортне машинобудування
  - Азовмаш (залізничні вагони-цистерни)
  - Часівоярський ремонтний завод (переобладнання та ремонт легкових автомобілів)
- Енергетичне машинобудування
  - Енергомашспецсталь (заготовки зі спецсталей переважно для підприємств харківського центру енергомашинобудування)
  - Дзержинське ВАТ «Галея» (кабелі для електростанцій)
  - Єнакіївський котельно-механічний завод
  - Костянтинівський завод високовольтної апаратури
- Хімічне машинобудування
  - Сніжнянський завод хімічного машинобудування «Сніжнянськхіммаш»
- Машинобудування для будіндустрії:
  - Слов'янський завод будівельних машин («Бетонмаш»)
- Верстатобудування
  - Краматорський завод важкого верстатобудування імені В. Я. Чубаря
- Будівельно-дорожнє машинобудування
  - Слов'янський завод дорожніх машин
  - Артемівський завод «Доріндустрія»
- Суднобудування та судноремонт
  - Азовський судноремонтний завод
  - Маріупольський суднобудівний завод «Плаз»
- Приладобудування
  - Донецький «Точмаш»
  - Донецький «Топаз»
  - Дзержинський приладобудівний завод
  - Торезький завод «ЕВМінформ»
- Електротехнічне машинобудування
  - Торезький електротехнічний завод
  - Красноармійський електромеханічний завод
  - Артемівський машинобудівний завод «Перемога праці»
  - Зуєвський енергомеханічний завод (місто Зугрес місто Харцизьк)
  - Сніжнянський машинобудівний завод (у складі ВАТ «Мотор Січ»)
- Харчове машинобудування
  - Донецький завод «Продмаш» (Петровський район Донецька)
- Комунальне та побутове машинобудування
  - Донецький Nord (виробництво холодильників)
  - «Краматорський кондиціонер»
  - Маріупольський «Електропобутприлад» (виробництво пральних машин)
  - Дружківський завод газової апаратури (виробництво газових плит)
  - Маріупольський концерн «Азовмаш» (виробництво бойлерів та котлів)

### Металообробка
Є ціла низка металообробних підприємств:
- Дружківський завод металовиробів (найбільший у СРСР)
- Харцизький завод металевих виробів «Авангард»
- Харцизький ливарний завод «Армліт»
- Харцизький канатний завод «Силур»
- Єнакіївський завод «Донбасстальконструкція»
- Маріупольський завод «Східстальконструкція»
- Азовський завод металоконструкцій «Сталькон» (місто Маріуполь)
- Донецький завод металоконструкцій
- Авдіївський завод металоконструкцій
- Краматорський завод металевих конструкцій Архівовано лютий 26, 2022 на сайті Wayback Machine. (смт Ясногірка місто Краматорськ)
- Макіївський завод металоконструкцій
- Курахівський механічний завод
- Донбаскабель
- Амвросіївський завод сталевого лиття

### Промисловість будівельних матеріалів
В області є велика кількість підприємств галузі, зокрема найбільше в Україні виробництво вапнякових, гіпсових та місцевих в'яжучих матеріалів — слов'янські, артемівські та горлівські підприємства з виробництва виробів із глин. За обсягами виробництва збірного залізобетону область посідала перше місце в СРСР.
- Цементна промисловість:
  - Донцемент (місто Амвросіївка)
  - Цемент Донбасу (місто Єнакієве)
  - Краматорський шиферний завод
- Азбестоцементна промисловість:
  - Донцемент (смт Новоамвросіївське Амвросіївський район)
- Виробництво збірних залізобетонних та бетонних конструкцій:
  - Донецький ЗЗБВ (завод залізобетонних виробів)
  - Макіївський ЗБІК
  - Авдіївський ЗЗБВ
  - Дебальцевський ЗЗБВ
  - Добропільський ЗЗБВ
  - Красноармійський ЗЗБВ
  - Курахівський ЗЗБВ
  - Амвросіївський ЗЗБВ
  - Докучаєвський ЗЗБВ
  - Ясинуватський ЗЗБВ
  - Миронівський ЗЗБВ (смт Миронівський місто Дебальцеве)
  - Єнакіївський завод залізобетонних напірних труб
  - Маріупольський «Азовзалізобетон»
  - Селидівський завод збірного залізобетону
  - Торезький завод залізобетонного шахтного кріплення
  - Часівоярський «Гідрозалізобетон»
- Виробництво стінових матеріалів
  - Донецький домобудівний комбінат
  - Ясинуватський завод метлахських плиток
  - Очеретинський завод
  - Ханженківський завод дерев'яних плит (місто Макіївка)
  - Зугреський шлакоблочний завод
  - Добропільський шлакоблоковий завод
  - Слов'янський арматурно-ізоляторний завод (імені Артема)
- Цегляні заводи:
  - імені Войкова (смт Войківський Амвросіївський район)
  - Дебальцівський завод будматеріалів
  - Краснолиманський завод силікатної цегли
  - Селидівський
  - Маріупольський
  - Новгородський (смт Новгородське місто Торецьк)
- Асфальтобетонні заводи:
  - Донецький (Петровський район Донецька)
  - Білозерський (місто Білозерське місто Добропілля)
  - Волноваський
  - Краснолиманський
- Деконський гіпсовий завод — «Деконський гіпс» (місто Соледар місто Бахмут)
- Микитівський алебастровий завод (смт Зайцеве місто Горлівка)
- Слов'янський крейдяний завод

### Скляна промисловість
Скляна промисловість працює на базі кварцових пісків, крейди, а також відходів содової промисловості. Найбільші підприємства розташовані в місті Костянтинівка:
- Костянтинівський завод «Автоскло» (нині — ВАТ «Спецтехскло»)
- Костянтинівський скляний завод (колишній завод імені Жовтневої Революції) (нині ТОВ «Будскло»)
- Костянтинівський пляшковий завод (нині завод скловиробів)
- Костянтинівський завод «Кварсит»
- Артемівський скляний завод

### Фарфоро-фаянсова промисловість
Комплекс підприємств області — один із найбільших в Україні, включає:
- Дружківський порцеляновий завод
- Слов'янський порцеляновий завод
- Слов'янський завод «Керамічні маси Донбасу»

### Деревообробна та целюлозно-паперова промисловість
Підприємства галузі працюють на привізній сировині. Є 5 центрів цієї промисловості області: Донецьк, Слов'янськ, Торез (у тому числі єдиний в області целюлозно-паперовий комбінат), Костянтинівка, Артемівськ. Найбільші підприємства:
- Торезький целюлозно-паперовий комбінат
- Донецька меблева фабрика
- Артемівська меблева фабрика
- Костянтинівська меблева фабрика
- Слов'янська меблева фабрика
- Слов'янська фабрика олівців «Самоцвіт» (найбільша в Україні)
- Деревообробний комбінат «Агатіс»

### Легка промисловість
Швидке зростання міського населення у 1960-70-х роках і велика його концентрація у промислових центрах сприяли розвитку в області в ті роки розвитку комплексу легкої промисловості. У складі — текстильна, у тому числі трикотажна, швейна, а також шкіряно-взуттєва промисловість. Найбільші підприємства:
- Донецький бавовняний комбінат
- Макіївська бавовняна фабрика (зараз — «Мактекс»)
- Донецька швейна фабрика
- Донецька взуттєва фабрика «Контур»
- Маріупольська швейна фабрика «Фея»
- Маріупольський завод «Маріупольмережснасть»
- Шахтарська швейно-трикотажна фабрика
- Горлівська фабрика трикотажного полотна
- Горлівська швейна фабрика «Горлівчанка»
- Слов'янська швейна фабрика
- Краматорська швейна фабрика
- Макіївська взуттєва фабрика
- Артемівська взуттєва фабрика
- Кіровська взуттєва фабрика (місто Кіровське)
- Костянтинівський екстрактно-шкіряний завод
- Сніжнянська галантерейна фабрика
- Донецький пивоварний завод «Сармат»

### Харчова промисловість

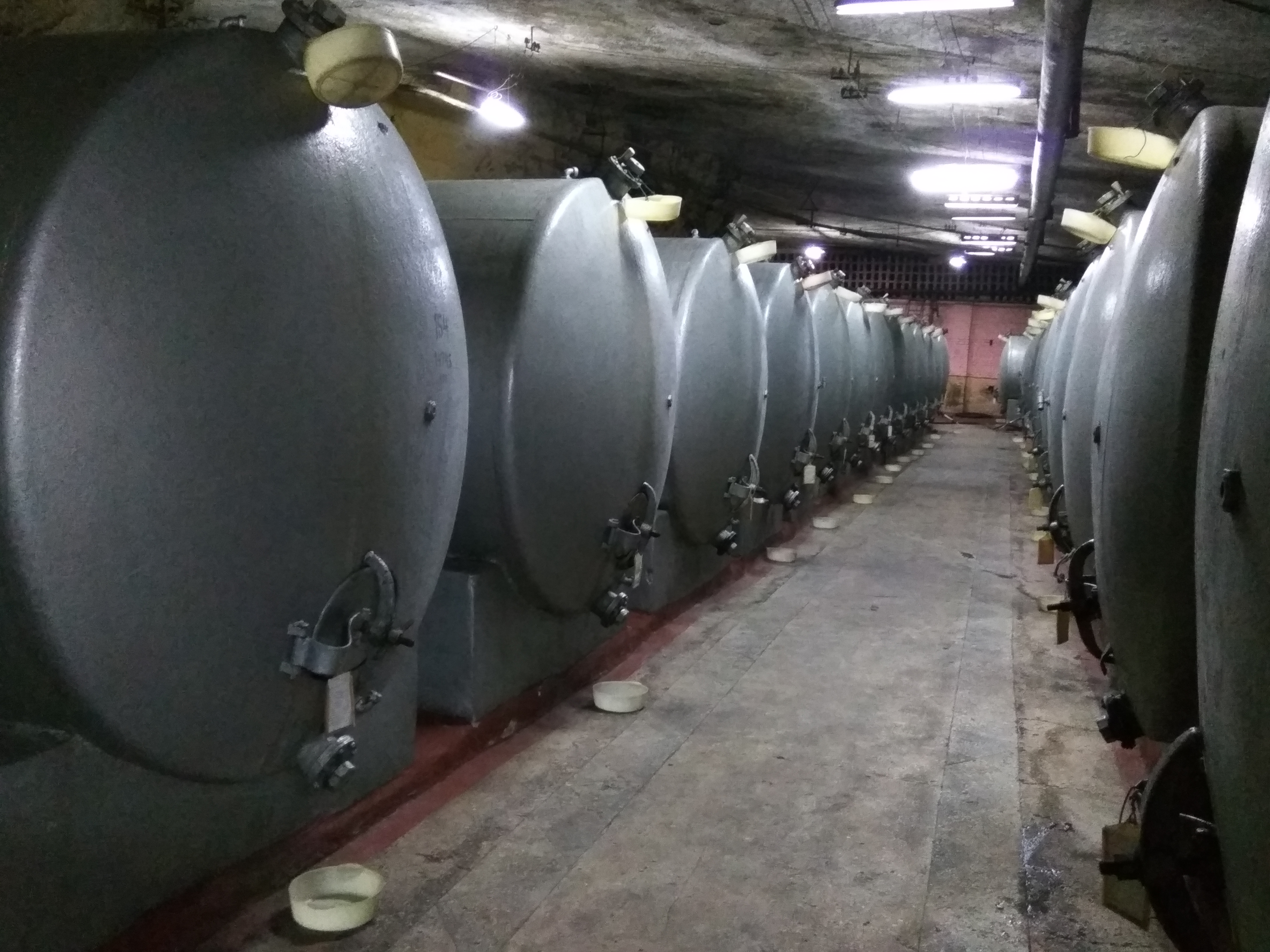
Артемівський завод шампанських вин

Харчова промисловість області представлена підприємствами м'ясної, молочної, борошномельної, олійної, плодоовочеконсервної, рибної та рибопереробної, соляної галузей. Найбільші підприємства:
- Виробниче об'єднання «Артемсіль» (місто Соледар місто Артемівськ)
- Артемівський завод шампанських вин
- Маріупольський рибоконсервний комбінат
- Донецька кондитерська фабрика «АВК»
- ВО «Конті» (Донецьк, Костянтинівка)
- Маріупольська кондитерська фабрика
- Макіївський м'ясокомбінат «Колбіко»
- Донецький м'ясокомбінат
- Горлівський м'ясокомбінат
- Єнакіївський м'ясокомбінат
- Сніжнянська ковбасна фабрика
- Макіївський молокозавод
- Мангуський м'ясокомбінат «Фориця»
- Маріупольський м'ясокомбінат «Гермар» (смт Талаківка місто Маріуполь)
- Слов'янський масложировий комбінат «Славолія» (найбільший у СРСР)
- Донецький маргариновий завод
- Макіївський винний завод
- Оленівський комбінат хлібопродуктів
- Кутейніковський комбінат хлібопродуктів
- Мар'їнський молокозавод «Лактіс»
- Мар'їнська харчосмакова фабрика
- Донецька тютюнова фабрика
- Донецька макаронна фабрика
- Харцизький завод харчових концентратів
- Костянтинівський молокозавод
- Костянтинівська ковбасна фабрика
- «Український бекон» (Костянтинівка)

## Територіальна структура промисловості
Найбільшими промисловими центрами України є міста області: Маріуполь, Донецьк, Макіївка, Горлівка, Краматорськ, Єнакієве, Слов'янськ, Бахмут, Покровськ та інші.
Видобуток та збагачення вугілля представлено переважно в містах та селищах міського типу у центральних, західних та східних районах області. Чорна металургія — у Маріуполі, Донецьку, Єнакієвому, Макіївці, Харцизьку, Авдіївці. Кольорова металургія та хімія переважно у містах півночі області: Горлівка, Артемівськ, Костянтинівка, Слов'янськ. Електроенергетика — у невеликих містах та смт центру та півночі області. Цементна промисловість в Амвросіївці, Єнакієвому, Краматорську. Важке машинобудування у центральних, південних та північних районах області.

### Промислові вузли
На території області є 6 промислових вузлів:
1. Маріупольський — чорна металургія, коксохімія, важке машинобудування, транспорт (Маріуполь). У 2003 році — 37,0 % промислового виробництва та 20,4 % вироблених послуг. У 1990 році — 23,3 % промислової продукції.
2. Донецько-Макіївський (найбільший в Україні та 4-й у колишньому СРСР): вугільна та металургійна промисловість, важке машинобудування та електроенергетика у поєднанні з легкою та харчовою промисловістю (Донецьк, Макіївка, Харцизьк, Ясинівська, Авдіївка, Іловайськ, Зугрес). 33,4 % промислового виробництва (32,4 % у 1990 році) та 61,6 % вироблених послуг (2003 рік).
3. Горлівсько-Єнакіївський — вугільна, металургійна, хімічна промисловість, важке машинобудування, електроенергетика (Горлівка, Єнакієве, Дебальцеве, Дзержинськ, Жданівка, Кіровське, Юнокомунарівськ, Вуглегірськ, Світлодарськ, Артемове, смт Миронівський, смт Миронівський, 14,5 % промислового виробництва (20,5 % у 1990 році) та 5,2 % вироблених послуг.
4. Краматорсько-Слов'янський — важке машинобудування, металургія, хімічна, скляна, соляна промисловість, електроенергетика (Краматорськ, Слов'янськ, Дружківка, Миколаївка, Святогірськ, смт Олексієво-Дружківка). 6,2 % промислового виробництва (6,6 % у 1990 році) та 3,8 % вироблених послуг.
5. Селидово-Курахівський — вугільна промисловість, виробництво вогнетривів, електроенергетика (Селидове, Покровськ, Мирноград, Новогродівка, Курахове, Красногорівка, Гірник, Українське, Родинське). 3 % промислового виробництва (3,1 % у 1990 році) та 3 % вироблених послуг.
6. Торезо-Сніжнянський — вугільна та машинобудівна промисловість (Торез, Сніжне, Шахтарськ, смт Пелагіївка, Розсипне, Сєвєрне). 1,1 % промислового виробництва (3,0 % у 1990 році) та 1,3 % вироблених послуг.

Крім того, виділяють великі промислові центри: Артемівськ, Костянтинівка, Амвросіївка, Старобешеве, Добропілля, Лиман, Сіверськ та інші.

### Спеціальні економічні зони
На території Донецької області функціонують 2 СЕЗ (спеціальні економічні зони):
- «Донецьк»
- «Азов»

Крім того, територіями пріоритетного розвитку визнано такі адміністративні одиниці області:
- Міста: Макіївка, Горлівка, Єнакієве, Дзержинськ, Костянтинівка, Краматорськ, Слов'янськ, Лиман, Артемівськ, Жданівка, Кіровське, Шахтарськ, Торез, Сніжне, Амвросіївка, Волноваха, Вугледар, Мар'їнка, Селидове, Новогродівка;
- райони: Волноваський, Мар'їнський, Амвросіївський, Костянтинівський, Слов'янський.

На два найбільші промислові центри області припадає більше половини всього промислового виробництва області: Донецьк (18 %), Маріуполь (37 %).

## Найбільші фінансово-промислові групи області

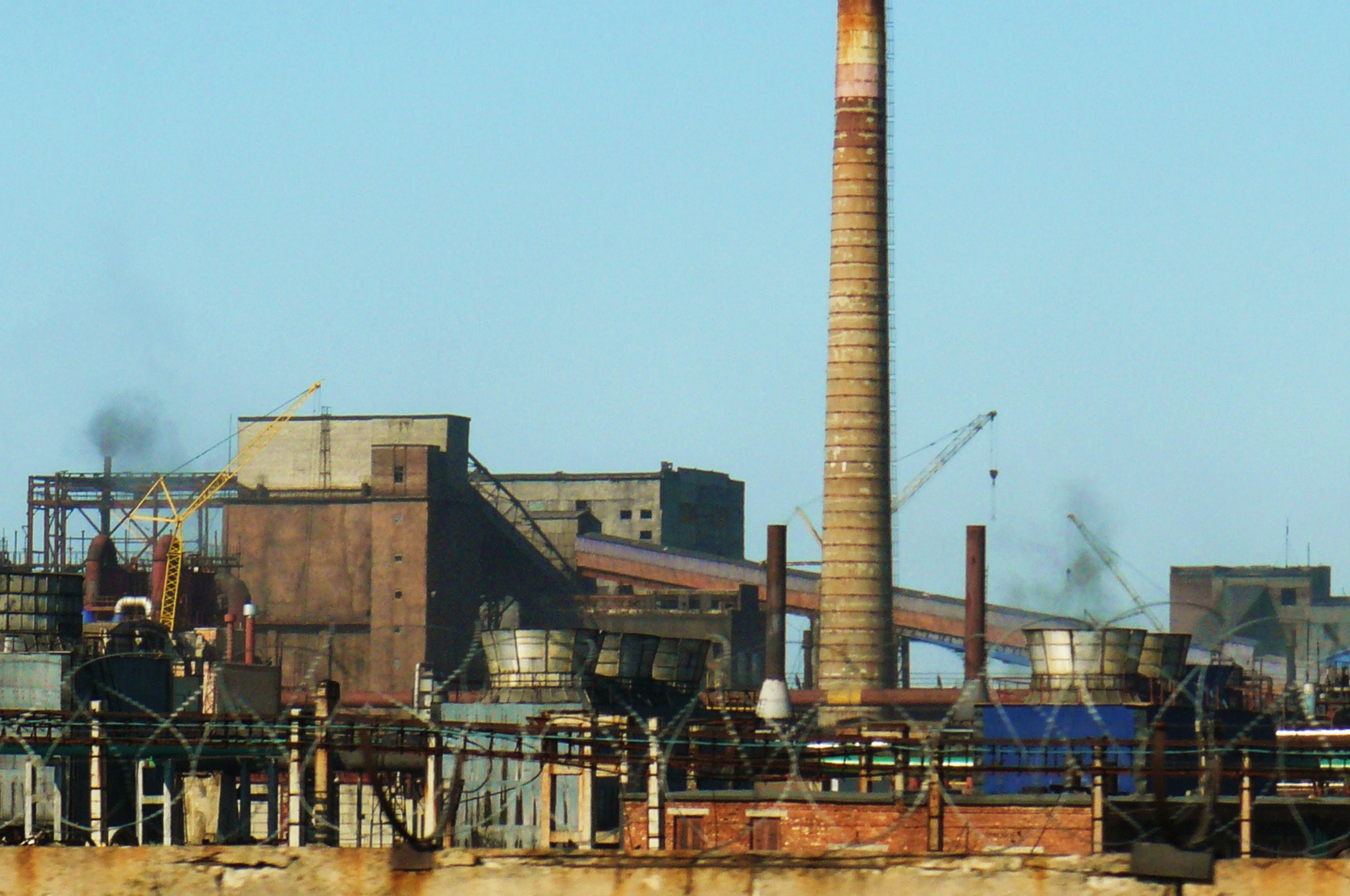
Авдіївський коксохімічний завод

- СКМ (System Capital Management). Головний акціонер — Ахметов Рінат Леонідович. Генеральний директор — Олег Попов.
  - Металургійний бізнес (з 2006 року група «Метінвест Холдинг». У 2004 році компанія виробила 8,2 млн тонн сталі, тобто 21 % усієї виробленої в Україні):
    - Металургійний комбінат «Азовсталь» (82 % акцій).
    - Єнакієвський металургійний завод (64 %).
    - Спільне підприємство ТОВ «Метален».
    - Харцизький трубний завод (91 %).

  - Видобуток коксівного вугілля та виробництво коксу:
    - Авдіївський коксохімічний завод .

  - Реалізація металургійної продукції:
    - Metinvest International S. A., Швейцарія (до 2008 року Leman Commodities SA).

  - Енергетичний бізнес (із 2005 року група ДТЕК, у 2008 році компанія видобула 17,6 млн т вугілля (22,6 % від загальноукраїнського обсягу) та виробила 11,7 ТВт.год. (46,5 % від української теплової електроенергії):
    - У Донецькій області розташоване ТОВ «Східенерго» (у тому числі 3 енергогенеруючі електростанції, 25,4 % виробленої теплової електроенергії України).
    - ВАТ «Шахта „Комсомолець Донбасу“» (4,4 % енергетичного вугілля України).
    - Добропільська, Жовтнева, Курахівська вуглезбагачувальні фабрики та Моспинське вуглепереробне підприємство

  - Фінанси:
    - Перший Український Міжнародний банк.
    - Українська акціонерна страхова компанія АСКА.
    - Українська акціонерна страхова компанія АСКА-Життя.

  - Машинобудування:
    - Дружківський машинобудівний завод .
    - Концерн «Азовмаш».

  - Гірничодобувна промисловість:
    - Докучаєвський флюсо-доломітний комбінат.
    - Новотроїцький вогнетривкий комбінат.
    - Веско (вогнетривкі та тугоплавкі глини).

  - «Гефест» — мережа бензоколонок.
  - Готельний бізнес:
    - Готель «Донбас-палац».
    - Готель «Опера»

  - Засоби масової інформації:
    - Видавнича група «Сьогодні».
    - Телерадіокомпанія «Україна».

  - Телекомунікації:
    - Мобільний оператор Life:) (ТОВ «Астеліт»)
    - Оператор фіксованого зв'язку ВАТ «Фарлеп-Інвест».
    - Оператор мобільного зв'язку Beeline (ЗАТ «Українські радіосистеми»)

  - Спорт:
    - Футбольна команда «Шахтар» (Донецьк).
- ІСД (Індустріальний Союз Донбасу). Керівник — Тарута Сергій Олексійович.
  - Металургійний бізнес.
    - Краматорський металургійний завод.
    - Huta Czestochowa (Польща).

  - Спорт.
    - Футбольна команда «Металург» (Донецьк).
    - Спортивний клуб «Спортивний клуб ІСД» (Донецьк).
- ММК імені Ілліча. Керівник — Бойко Володимир Семенович.
  - Металургійний бізнес.
  - Сільськогосподарське виробництво.
  - Транспорт (Маріупольський аеропорт), роздрібна торгівля.
- Укрпідшипник. Керівник — Клюєв Андрій Петрович.
  - Металургія — Артемівський завод з обробки кольорових металів.
  - Коксохімія — «Донецьккокс».
  - Артемівський завод шампанських вин.

## Транспорт

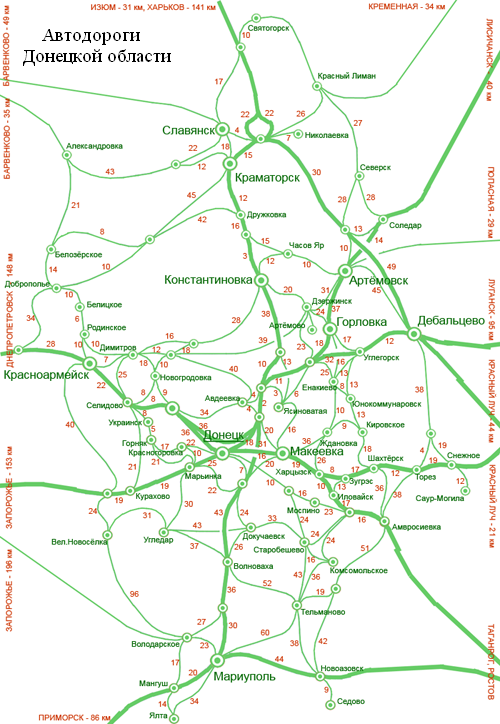
Автодороги Донецької області та відстані між містами області

На території області розвинені усі види транспорту. У районі центрального Донбасу є найгустіша мережа залізниць у колишньому СРСР. Протяжність залізниць загального користування на 1985 рік — 1650 км. Головні напрямки:
- Донбас — Москва
- Донбас — Наддніпрянщина
- Донбас — Київ

Найбільші залізничні вузли: Ясинувата, Красний Лиман, Дебальцеве, Микитівка, Іловайськ, Волноваха.
Протяжність автомобільних доріг — 8000 км, у тому числі з твердим покриттям — 7800 км. Головні автомагістралі:
- Харків — Слов'янськ — Артемівськ — Ростов
- Слов'янськ — Донецьк — Маріуполь
- Артемівськ — Горлівка — Донецьк
- Донецьк — Луганськ
- Донецьк — Дніпропетровськ
- Одеса — Маріуполь — Ростов

На узбережжі Азовського моря — великий морський порт (найбільший на Азовському морі) — Маріуполь.
Аеропорти в Донецьку, Маріуполі, Краматорську, Слов'янську.
Міський електротранспорт на 2007 рік представлений:
- тролейбусами — 55 маршрутів в 11 містах області: Донецьк, Маріуполь, Макіївка, Горлівка, Краматорськ, Слов'янськ, Артемівськ, Дзержинськ, Харцизьк, Добропілля, Вуглегірськ. Вперше з'явився в Донецьку (1939).
- трамваями — 45 маршрутів у 8 містах області: Донецьк, Маріуполь, Горлівка, Краматорськ, Єнакієве, Костянтинівка, Дружківка, Авдіївка. Вперше з'явився в Макіївці (1924). Раніше трамвайні системи функціонували в Макіївці (до 2006 року), Вуглегірську (до 1980 року), Святогірську (до 1941 року).
- будується метрополітен у місті Донецьку.

Трубопровідний транспорт — дивись вище.

## Сільське господарство

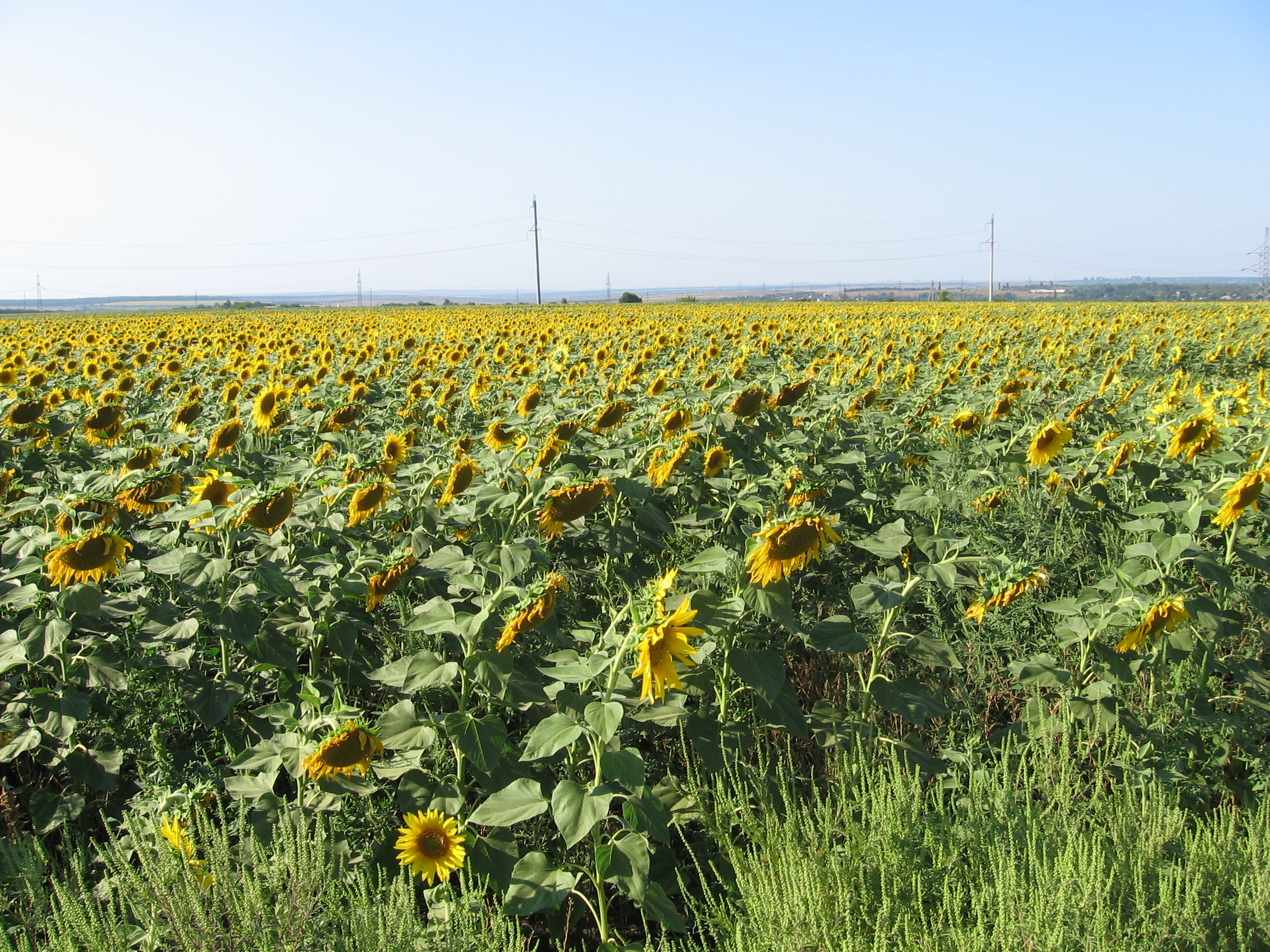
Поля соняшника в Донецькій області

У структурі сільського господарства з валової продукції перше місце займає тваринництво (58,3 % — 1985 рік). У радянські часи області налічувалося 277 колгоспів, 149 радгоспів, 16 птахофабрик (1985 рік). В області було 2040 тис. га під сільськогосподарськими угіддями. Площа зрошуваних земель — 207,3 тис. га, осушених — 4,3 тис. га. Переважають системи малого зрошення на водних джерелах. Уся посівна площа у 1985 році становила 1529 тис. га.
Структура сільськогосподарських угідь Донецької області:
- орні землі — 80,2 %
- пасовища — 12,6 %
- сіножаті — 4,9 %
- багаторічні насадження (сади та ін.) — 2,1 %.

Вирощують зернові культури — озиму пшеницю, ярий ячмінь, кукурудзу, технічні — соняшник, сою, кормові — багаторічні та однорічні трави, кукурудзу на силос та зелений корм. У тваринництві переважає молочне та молочно-м'ясне скотарство (породи великої рогатої худоби: червона степова, чорно-строката). Розвинені свинарство (породи: велика біла, ландрас), птахівництво (переважно у приміських зонах).
Найбільше сільськогосподарське об'єднання на території області — «Ілліч-Агро Донбас» (ММК імені Ілліча). Найбільші племінні господарства: племзавод «Більшовик» (смт Желанне), Малинівський племзавод (Володарський район) — велика рогата худоба, племзавод імені Рози Люксембург (Новоазовськ) — вівчарство, племзавод імені Калініна (смт Луганське Артемівський район), село Піски (Ясинуватський район) — свинарство. У племінному господарстві агрофірми «Мангуш» та інших розводять коней порід: орловські рисаки, новоолександрівський важковоз, українська верхова).

## Туристичний бізнес

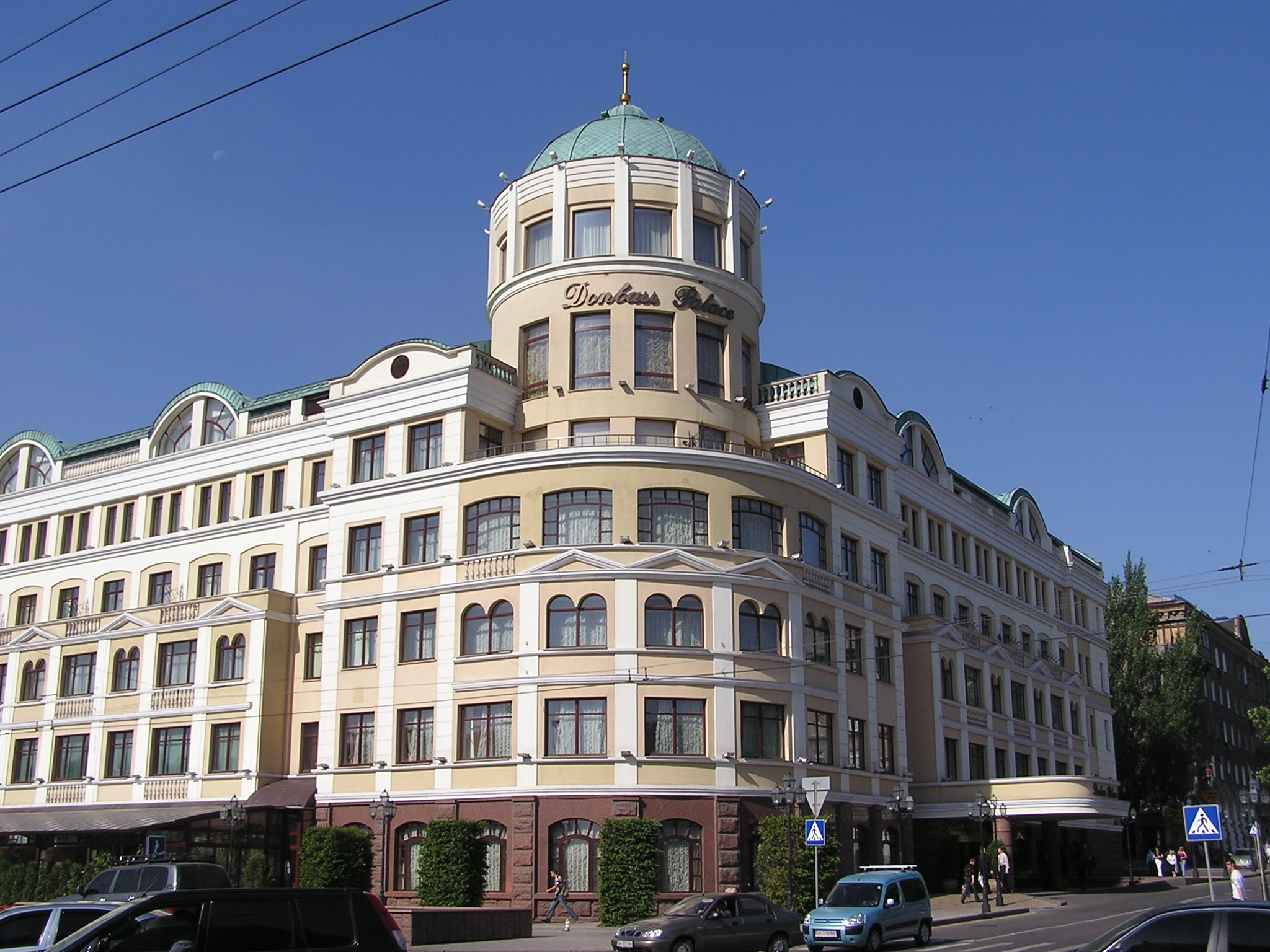
П'ятизірковий готель «Донбас Палас», 2007 рік

В останні кілька років стали розвиватися курорти на узбережжі Азовського моря, інфраструктура яких була закладена за радянських часів різними підприємствами, що будували пансіонати, санаторії та піонерські табори.

## Заробітна плата
Середня зарплата в області на 2003 рік — 113 доларів США, в обласному центрі — 110 доларів США.
Максимальна зарплата у містах області на 2003 рік:
- Красноармійськ — 172 долари США на місяць
- Кіровське — 153 долари
- Маріуполь — 148 доларів
- Вугледар — 144 долари
- Дебальцеве — 135 доларів

Мінімальна зарплата у містах області на 2003 рік:
- Костянтинівка — 74 долари США на місяць
- Торез — 77 доларів
- Сніжне — 78 доларів
- Селидове — 86 доларів
- Дзержинськ — 86 доларів

## Економічні показники
| N | показник                         | одиниці         | 2006 р. | 2011 р. | 2013 р. | 2014 р. |
| - | -------------------------------- | --------------- | ------- | ------- | ------- | ------- |
| 1 | Експорт товарів                  | млн доларів США | 8778,6  | 17197,8 | 12408,2 | 8406,7  |
| 2 | Пит. вага в загальноукраїнському | %               | 22,9    | 25,1    | 19,6    | 15,6    |
| 3 | Імпорт товарів                   | млн доларів США | 2900,6  | 4622,7  | 6108,0  | 2121,5  |
| 4 | Пит. вага в загальноукраїнському | %               | 6,4     | 5,6     | 7,9     | 3,9     |
| 5 | Сальдо експорт — імпорт          | млн доларів США | 5878,0  | 12575,0 | 6300,2  | 6285,3  |
| 6 | Капітальні інвестиції            | млн гривень     | 13799,6 | 27340,2 | 26939,6 | 12875,7 |
| 7 | Середня зарплата                 | гривень         | 1202    | 3063    | 3755    | 3858    |
| 8 | Середня зарплатня                | доларів США     | 238,0   | 384,4   | 469,8   | 324,6   |

За матеріалами http://www.ukrstat.gov.ua/ Архівна копія на сайті Wayback Machine. та http://www.donetskstat.gov.ua/ Архівна копія на сайті Wayback Machine.

### Перша десятка промислових міст у 1990 році
1. Маріуполь — 3,0 млрд доларів США
2. Макіївка — 1,74 млрд доларів США
3. Донецьк — 1,44 млрд доларів США
4. Єнакієве — 1,10 млрд доларів США
5. Горлівка — 0,91 млрд доларів США
6. Артемівськ — 0,63 млрд доларів США
7. Костянтинівка — 0,55 млрд доларів США
8. Харцизьк — 0,53 млрд доларів США
9. Дебальцеве — 0,43 млрд доларів США
10. Авдіївка — 0,42 млрд доларів США

### Перша десятка промислових міст у 2003 році
1. Маріуполь — 3,35 млрд доларів США
2. Донецьк — 1,98 млрд доларів США
3. Єнакієве — 0,64 млрд доларів США
4. Макіївка — 0,46 млрд доларів США
5. Горлівка — 0,39 млрд доларів США
6. Авдіївка — 0,29 млрд доларів США
7. Краматорськ — 0,28 млрд доларів США
8. Харцизьк — 0,27 млрд доларів США
9. Артемівськ — 0,19 млрд доларів США
10. Дружківка — 0,16 млрд доларів США

За термін із 1990 по 2003 роки позитивний приріст обсягів промислового виробництва спостерігався лише у 3 містах області:
- Донецьк — 137,4 % або 540 млн доларів США
- Маріуполь — 111,2 % або 337 млн доларів США
- Красноармійськ — 102,8 % або 4,4 млн доларів США

Найбільший спад промислового виробництва спостерігався у таких містах:
- Костянтинівка — 10,8 % від рівня 1990 року або менше на 490 млн доларів США
- Красний Лиман — 15,5 % або 4 млн доларів США
- Сніжне — 22,8 % або 98 млн доларів США
- Торез — 23,2 % або 115 млн доларів США
- Макіївка — 26,3 % або 1 282 млн доларів США
- Димитров — 28,1 % або 107 млн доларів США
- Артемівськ — 30,1 % або 443 млн доларів США
- Дебальцеве — 30,1 % або 303 млн доларів США
- Ясинувата — 31,4 % або 42 млн доларів США